# Globale Rohstoffdividende

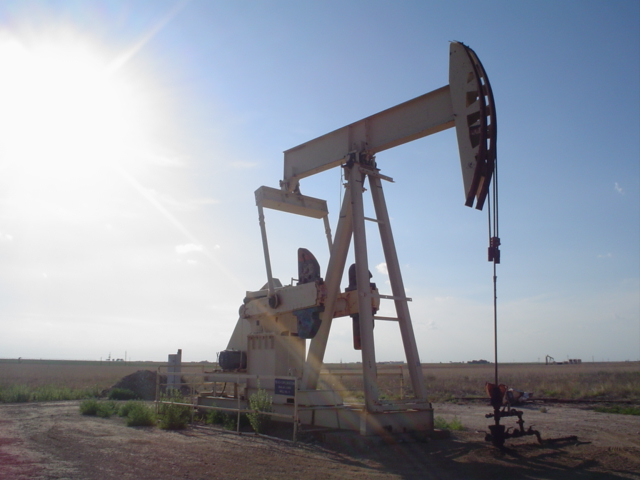
Eine globale Rohstoffdividende (gRd) würde die Ausbeutung natürlicher Ressourcen wie Erdöl besteuern um die globale Armut zu bekämpfen

Die globale Rohstoffdividende (gRd) ist ein Konzept zur Bekämpfung globaler Armut und für eine gerechtere Rohstoffnutzung, insbesondere im Nord-Süd Handel zwischen Industrie- und Entwicklungsländern. Entwickelt wurde es von Thomas Pogge, Professor für politische Philosophie und Ethik an der Yale University.

## Grundidee
Pogge geht von der Beobachtung aus, dass viele der heute gehandelten Rohstoffe in Entwicklungsländern mit größtenteils diktatorischen Regierungen ihren Ursprung haben. Diese Regierungen geben etwaige Einnahmen häufig nur in sehr kleinem Maße an die lokale Bevölkerung weiter, was seiner Meinung nach eine Verletzung der „Eigentumsrechte“ dieser Bevölkerungsgruppe an den Ressourcen des Landes darstellt. 
Um das Thema Gerechtigkeit in praktische Politik umzusetzen, schlägt Pogge eine globale Rohstoffabgabe vor, die von jedem entrichtet werden müsste der sich Rohstoffe privat aneignet. Der Erlös dieser käme als Dividende der Bevölkerung des Ursprungsstaates zugute und könnte dort für Verbesserungen im Bereich der Ernährung, Bildung und politischen Gleichberechtigung genutzt werden. Die Verteilung könnten Regierungen oder Nichtregierungsorganisationen übernehmen. Falls dies nicht möglich oder zielführend sei, schlägt Pogge vor die Gelder übergangsweise einzubehalten.

## Höhe der Dividende
Pogge schlägt vor, einen als Dividende jährlich auszuschüttenden Betrag von mindestens 300 Mrd. US-Dollar anzupeilen, was einer Rohstoffsteuer von etwa 1 % des Preises entspräche. Dies würde ausreichen, um die Armut in der Welt (gemäß der Definition der UNO) abzuschaffen.

## Möglichkeiten einer Umsetzung
Das Konzept sei dann umsetzbar, wenn EU und USA gemeinsam vorangingen. Dies würde genügend Druck in den internationalen Rohstoffmärkten erzeugen, um die meisten anderen Staaten zum Mitmachen zu bringen.
Die eingenommenen Gelder könnten von einer internationalen Nichtregierungsorganisation verwaltet und ausgeschüttet werden.
Eine „Weltregierung“ sei dazu nicht notwendig. Diese Organisation würde Regeln folgen, die von Staatsrechtlern, Ökonomen und anderen Experten festgelegt werden könnten.
Würde eine Empfängerregierung die Gelder veruntreuen oder nur einer kleinen Elite zukommen lassen, wäre sie vom System auszuschließen. Die Gelder könnten in solchen Fällen über Nichtregierungsorganisationen der Bevölkerung zugutekommen.

## Kritik
Eine globale Rohstoffabgabe würde den Preis natürlicher Ressourcen verteuern und könnte dadurch das Wachstum der Rohstoffnutzung und damit das Wirtschaftswachstum in den Industriestaaten dämpfen. Pogge hält dem entgegen, dass dies ein durchaus gewünschter Nebeneffekt sei, da ja die nicht nachhaltige Nutzung fossiler Rohstoffe ohnehin sinken müsse. Eine globale Rohstoffdividende würde, in dem sie z. B. fossile Brennstoffe verteuert, Impulse für eine nachhaltigere Rohstoffnutzung setzen.
Obwohl viele Rohstoffe weiterverarbeitet werden, würden Umweltschäden bei einer globalen Rohstoffdividende nur teilweise berücksichtigt, da diese sehr früh im Herstellungsprozess ansetzt.